# Округ Ремзи (Минесота)
Ремзи (енгл. Ramsey County) је округ у америчкој савезној држави Минесота.

## Демографија
По попису из 2010. године број становника је 508.640, што је 2.395 (-0,5%) становника мање него 2000. године.
| Група             | 2000.           | 2010.           |
| Белци             | 384.648 (75,3%) | 340.194 (66,9%) |
| Афроамериканци    | 38.900 (7,6%)   | 56.170 (11,0%)  |
| Азијати           | 44.836 (8,8%)   | 59.301 (11,7%)  |
| Хиспаноамериканци | 26.979 (5,3%)   | 36.483 (7,2%)   |
| Укупно            | 511.035         | 508.640         |